# Ясаманов, Николай Александрович
Николай Александрович Ясаманов (род. 25 апреля 1938) — российский геолог, палеогеограф, популяризатор науки. Доктор геолого-минералогических наук (1980), профессор (1982). Член Всесоюзного палеонтологического общества СССР (1983), Московского общества испытателей природы (1983), Комиссии по планетариям Всесоюзного общества «Знание» (1986), Редакционного совета издательства «Недра» (1978—1986).

## Биография
Родился в семье рабочих. В 1956 году поступил в Тбилисский университет; в 1959 перевёлся на геологический факультет МГУ (Москва), который окончил в 1962 году.
С 1962 по 1968 работал в должности младшего научного сотрудника в Институте геохимии и аналитической химии им. В. И. Вернадского АН СССР.
Поступил в заочную аспирантуру на кафедру динамической геологии геологического факультета МГУ и в 1968 окончил её, защитив кандидатскую диссертацию на тему «Меловые отложения Западного Закавказья».
С 1970 по 1981 работал старшим научным сотрудником ВИМС Мингео СССР, а с 1981 года по настоящее время — зав. отделом «Экзогенные процессы и история Земли» Музея землеведения МГУ.
В 1980 присуждена учёная степень доктора геолого-минералогических наук за диссертацию «Климаты и ландшафты юры, мела и палеогена юга СССР».
С 1980 по 1984 (по совместительству) был профессором кафедры геологии и геохимии ландшафта МГПИ им. В. И. Ленина, где читал учебные курсы «Основы палеогеографии и палеоклиматологии», «Генетические основы прогнозирования месторождений полезных ископаемых».

## Научные достижения
Опубликовал более 150 научных работ по стратиграфии и литологии мезозоя, палеогеографии и палеоклиматологии фанерозоя, палеогеографическим критериям прогнозирования месторождений полезных ископаемых.
Проводил геологические исследования на Кавказе, в Карпатах, Крыму, Средней Азии, европейской части СССР, на Южном Урале, в Казахстане, Саянах, на юге и юго-востоке Центральной Сибири; изучил многие месторождения и проявления бокситов СССР.
Установил палеогеографические особенности формирования и сохранения бокситового сырья, определил ландшафтно-климатические закономерности развития территории СССР в фанерозое; установил общие закономерности развития глобального климата Земли.

## Основные труды

### Книги
- Ушаков С. А., Ясаманов Н. А. Дрейф материков и климаты Земли. — М.: Мысль, 1984. — 208 с. — 50 000 экз.
- Ясаманов Н. А. Древние климаты Земли. — Л.: Гидрометеоиздат, 1985. — 296 с. — 3630 экз. (в пер.)
- Ясаманов Н. А. Популярная палеогеография / Рец.: А. Л. Чепалыга. — М.: Недра, 1985. — 136 с. — 70 000 экз.
- Ясаманов Н. А. Современная геология. — М.: Недра, 1987. — 192 с. — (Научно-популярная библиотека школьника). — 80 600 экз. (обл.)
- Ясаманов Н. А. Занимательная климатология. — М.: Знание, 1989. — 192 с. — 100 000 экз. — ISBN 5-07-000098-5. (обл.)
- Рукин М. Д., Славинский А. З., Ясаманов Н. А. Живой пульс Земли. Землетрясения: мифы, гипотезы, реальность, прогнозы. Вулканы. Цунами. — М.: Хлебплодинформ, 2003. — 256 с. — 3000 экз. — ISBN 5-93109-010-X.
- Короновский Н. В., Хаин В. Е., Ясаманов Н. А. Историческая геология : Учебник. — М.: Академия, 2006.

### Статьи
- Баренбаум А. А., Хаин В. Е., Ясаманов Н. А. Крупномасштабные тектонические циклы: интерпретация с позиций галактической концепции // Вестник Московского университета. Серия 4: Геология. № 3, 2004, с. 3.
- Баренбаум А. А., Гладенков Ю. Б., Ясаманов Н. А. Геохронологические шкалы и астрономическое время (современное состояние проблемы) / Геохронологические шкалы и астрономическое время // Стратиграфия. Геологическая корреляция. Т. 10, № 2, 2002, с. 3-14.
- Баренбаум А. А., Ясаманов Н. А. Эволюция гидросферы и галактические кометы // Вестник Московского университета. Серия 4: Геология. № 4, 2001, с. 9.